# French Girl – Ein Tisch für Drei
French Girl – Ein Tisch für Drei (Originaltitel French Girl) ist ein kanadischer Spielfilm aus dem Jahr 2024 von James A. Woods und Nicolas Wright mit Zach Braff, Evelyne Brochu und Vanessa Hudgens.

## Handlung
Gordon Kinski ist ein Englischlehrer in Brooklyn in New York City, der mit der Köchin Sophie-Jeanne Tremblay liiert ist und plant, ihr einen Heiratsantrag zu machen. Sophie wird von ihrer Ex-Freundin Ruby Collins gemeinsam mit zwei weiteren Köchen zu einem Probekochen für eine Stelle als Chefköchin in ihre Heimatstadt Quebec City eingeladen. Gordon und Sophie reisen gemeinsam nach Kanada, wo er ihre Familie kennenlernt.
Während Sophies Familie Ruby auch nach der Trennung von Ruby und Sophie gerne hat, sind sie von Gordon dagegen nicht besonders begeistert, zumal er zu sehr versucht, Vater Alphonse, Mutter Ginette und die Geschwister Juliette und Junior zu beeindrucken. Am ehesten gelingt es ihm bei Großmutter Mammie, die Anzeichen von Demenz zeigt und bald darauf stirbt. An deren Grab singt Ruby für die Trauergemeinde.
Nachdem Gordon herausfindet, dass Sophie und Ruby eine frühere Liebesbeziehung verbindet, kommt es zwischen Gordon und Sophie zum Streit. Nach einem Autounfall landet Gordon im Krankenhaus, wo sich Sophie und Gordon wieder versöhnen. Sie macht ihm schließlich einen Heiratsantrag, Gordon nimmt den Antrag mit dem Segen von Schwiegervater Alphonse an.

## Besetzung und Synchronisation
Die deutschsprachige Synchronisation übernahm die RC Production. Dialogregie führte Stephanie Damare, das Dialogbuch schrieb Tobias Neumann.
| Rolle                  | Darsteller                | Synchronsprecher       |
| ---------------------- | ------------------------- | ---------------------- |
| Gordon Kinski          | Zach Braff                | Kim Hasper             |
| Alphonse Tremblay      | Luc Picard                | Patrice Luc Doumeyrou  |
| Avi Donaldson          | Ed Weeks                  | Peter Becker           |
| Ginette Tremblay       | Isabelle Vincent          | Iris Artajo            |
| Junior Tremblay        | Antoine Olivier Pilon     | Frédéric Brossier      |
| Patrice Tremblay       | Olivier Gervais-Courchesn | Benoit Pitre           |
| Peter Kinski           | William Fichtner          | Peter Flechtner        |
| Ruby Collins           | Vanessa Hudgens           | Marieke Oeffinger      |
| Sophie-Jeanne Tremblay | Evelyne Brochu            | Jessica Walther-Gabory |

## Produktion und Hintergrund
Der Film wurde von Caramel Films produziert, als Produzenten fungierten Valérie d’Auteuil und André Rouleau, Executive Producers waren Anders Bard, Noah Segal, Laurie May, Tim Ringuette, Omar Chalabi, James A. Woods und Nicolas Wright. Den Vertrieb übernahm Paramount. Die Dreharbeiten fanden in Québec in Kanada statt.
Die Kamera führte Jean-François Lord, die Musik schrieb Scott Price, die Montage verantwortete Yvann Thibaudeau. Das Production-Design gestaltete Jean-André Carrière und das Kostümdesign Mariane Carter.

## Veröffentlichung
Premiere der romantischen Komödie war am 9. Februar 2024 am Santa Barbara International Film Festival in Santa Barbara in Kalifornien.
In den USA kam der Film am 15. März 2024 in die Kinos und wurde am 19. März 2024 als Video-on-Demand veröffentlicht.

## Rezeption
Von den 16 bei Rotten Tomatoes aufgeführten Kritiken waren am 23. März 2023 31 Prozent positiv bei einer durchschnittlichen Bewertung von 4,0 der 10 möglichen Punkte. Bei Metacritic erhielt der Film am 23. März 2023 einen Metascore von 41 von 100 möglichen Punkten.
Lisa Kennedy meinte auf variety.com, dass es für jede einfallsreiche oder einfach nur befriedigende romantische Komödie Dutzende unbeholfene gebe, wobei French Girl zu Letzteren gehöre.
Lutz Granert vergab auf Filmstarts.de 2,5 von 5 Sternen. Die aus Genre-Versatzstücke zusammengeklaubte romantische Komödie liefere keine komödiantische Haute Cuisine, sondern nur humoristische Hausmannskost, die man trotz eines sympathisch aufspielenden Zach Braff so oder so ähnlich schon etliche Male serviert bekommen habe.
Markus Grunwald bewertet den Film auf Mind Your Own F* Business mit 5 von 10 Punkten. Ein stärkerer Fokus auf das Zusammenleben mit der Familie, den Komplikationen in der Zusammenarbeit mit der Ex-Freundin oder dem Stadtmenschen auf dem Land wären unterhaltsamere Punkte gewesen. Dies wäre zwar nicht sonderlich innovativ, aber so bediene die Produktion lediglich das Publikum, welches einen einfachen Liebesfilm mit ein wenig Herz sehen möchte.